# Good Form
«Good Form» es una canción de la rapera trinitense Nicki Minaj, incluida en su cuarto álbum de estudio, Queen (2018). Una versión remix de la canción con el rapero Lil Wayne fue lanzada el 29 de noviembre de 2018 como el cuarto sencillo del álbum por Young Money Entertainment y Cash Money Records.

## Antecedentes
«Good Form» apareció por primera vez el 29 de marzo de 2018, en un comercial de Mercedes-Benz en donde aparecía Minaj. En él se podía escuchar el instrumental de la canción. Después, con el lanzamiento del álbum se dio a conocer que la canción utilizada en el anuncio era «Good Form».

## Recepción crítica
Briana Younger de Pitchfork comentó acerca de la canción: «la buena forma de twerk-ready muestra la inimitable técnica de la rapera... pequeños trucos, como su juego en la fonética de «Good Form», que alterna para que suene como «Good for Him» es el tipo de adornos que la diferencian». Maeve McDermott de USA Today se mostró positiva hacia la canción; ella declaró, «[la canción] es un pico de bravuconada de Nicki - inflables en el pecho y explícita - y una contraparte adecuada de «LLC», como un par de pistas con las líricas y los arrebatos en los que Minaj sobresale». Israel Daramola de Spin enumeró la canción como una canción destacada del álbum. En HipHopDX, Trent Clark la llamó un «relleno fraternal».

## Vídeo musical
Antes del lanzamiento del vídeo oficial, se subió un teaser de 35 segundos a la cuenta oficial de Minaj en YouTube, el día 26 de noviembre de 2018.
El vídeo oficial de la canción fue subido el 29 de diciembre de 2018 y fue dirigido por Colin Tilley. En el vídeo se muestra a Minaj con una configuración de twerking al más puro estilo de «Anaconda» con sus bailarinas. Actualmente, el vídeo cuenta con más de 203 millones de reproducciones.
Charles Holmes de Rolling Stone, describió el video como «un monumento completo al twerking y una sobrecarga sensual», así como «un candidato al Óscar de un video musical».

## Recepción comercial
En Estados Unidos, «Good Form» debutó en la posición número 9 del Bubbling Under Hot 100 Singles sin haberse lanzado como un sencillo, provocado por el impacto generado por el estreno del álbum. Más tarde, con la versión remix lanzada como sencillo, «Good Form» con Lil Wayne debutó oficialmente el 15 de diciembre de 2018 en la posición número 60 del Billboard Hot 100. Durante su segunda y tercera semana en la lista, la canción se encontró en la posición número 94, para después no ser incluida en la semana del 5 de enero de 2019. La canción entró a la lista en la posición 89 durante la semana del 12 de enero de 2019, marcando su cuarta semana. En su quinta semana la canción cayó a la posición 94, manteniéndose en el mismo lugar para su sexta semana y última semana.

## Posicionamiento en las listas
| País           | Lista                          | Mejor posición | Ref.   |
| 2018           | 2018                           | 2018           | 2018   |
| -------------- | ------------------------------ | -------------- | ------ |
| Irlanda        | IRMA                           | 96             | [ 23 ] |
| Estados Unidos | Bubbling Under Hot 100 Singles | 9              | [ 24 ] |

### Remix
| País           | Lista                 | Mejor posicíón | Ref.      |
| 2018-2019      | 2018-2019             | 2018-2019      | 2018-2019 |
| -------------- | --------------------- | -------------- | --------- |
| Estados Unidos | Billboard Hot 100     | 60             | [ 25 ]    |
| Estados Unidos | Digital Songs Sales   | 19             | [ 24 ]    |
| Estados Unidos | Hot R&B/Hip-Hop Songs | 29             | [ 24 ]    |
| Estados Unidos | Rhythmic Songs        | 23             | [ 26 ]    |
| Canadá         | Canadian Hot 100      | 46             | [ 24 ]    |
| Nueva Zelanda  | RMNZ                  | 28             | [ 27 ]    |

## Crédito y personal
Créditos adaptados de Tidal.
Grabación
- Grabado en Germano Studios, Nueva York , y Criteria Studios , Miami , Florida
- Mezclado en Larrabee Sound Studios, North Hollywood , California
- Masterizado en Chris Athen Masters, Austin, Texas

Personal
- Nicki Minaj  - artista principal
- Lil Wayne  - artista destacado
- Mike Will Made It  - producción
- Pluss - producción
- Aubry "Big Juice" Delaine - ingeniería de registros
- Manny Galvez - ingeniería de registros
- Matthew Sim - registro de asistencia de ingeniería
- Jason Staniulis - asistencia de ingeniería de registro
- Kenta Yonesaka - asistencia de ingeniería de registro
- Nick Valentin - registro de asistencia de ingeniería
- Jaycen Joshua  - mezclando
- David Nakaji - asistencia a la mezcla
- Ben Milchev - asistencia a la mezcla
- Chris Athens - Masterización

## Historial de lanzamiento
| Región         | Fecha                   | Formato                     | Etiquetas                                    | Ref.   |
| -------------- | ----------------------- | --------------------------- | -------------------------------------------- | ------ |
| Varios         | 10 de agosto de 2018    | Descarga digital Streaming  | Young Money Entertainment Cash Money Records | [ 1 ]  |
| Varios         | 29 de noviembre de 2018 | Descarga digital Streaming  | Young Money Entertainment Cash Money Records | [ 2 ]  |
| Estados Unidos | 4 de diciembre de 2018  | Rhythmic contemporary radio | Young Money Entertainment Cash Money Records | [ 29 ] |